# Museum Barbier-Mueller

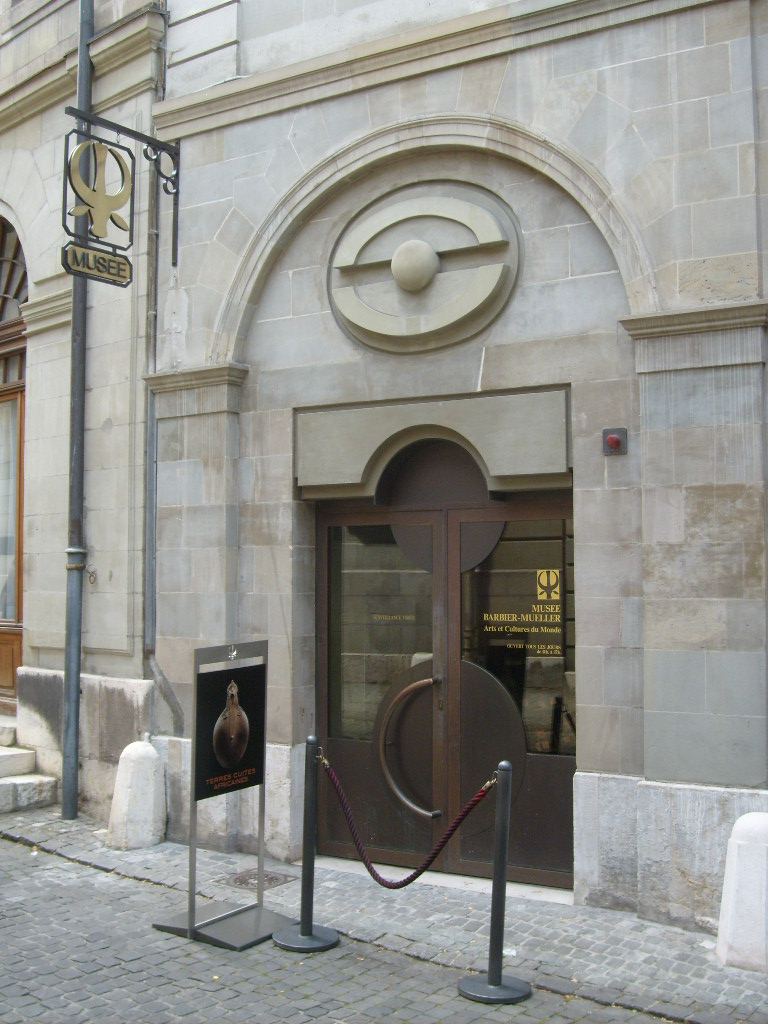
Museum Barbier-Mueller, Eingangspartie (2009)

Das Museum Barbier-Mueller ist ein seit 1977 in Genf, Rue Jean-Calvin Nr. 10, Schweiz, bestehendes Museum.

## Geschichte
Das Museum wurde eingerichtet, um die 1907 begonnenen Sammlungen des Schweizer Industriellen und Kunstsammlers Josef Mueller zu präsentieren, für Studienzwecke zur Verfügung zu stellen und zu publizieren. Die Sammlung umfasst mehr als 7000 Objekte aus überseeischen traditionellen Kulturen sowie der klassischen Antike, wobei Skulpturen, Gewebe und Schmuckstücke aus den "primitiven" Kulturen wichtige Bestandteile sind. Muellers Tochter Monique Mueller und ihr Mann Jean Paul Barbier-Mueller (1930–2016) führten das Sammlerwerk fort.

## Museum Barbier-Mueller Barcelona
Das seit 1997 im Palacio Nadal in Barcelona bestehende Museum mit Präkolumbischer Kunst wurde im Jahre 2012 aufgelöst. Die Sammlungen waren der Stadt Barcelona bzw. dem spanischen Staat zum Ankauf angeboten worden. Aufgrund der krisenhaften finanziellen Situation im Spanien des Jahres 2012 kam ein Ankauf nicht zustande. Deshalb wurde die Sammlung im März 2013 bei Sotheby’s in Paris versteigert.

## Aktivitäten
Das Museum zeigt neben seiner Dauerausstellung Werke anderer Museen, veranstaltet Wanderausstellungen und stellt Bestände anderen Museen als Leihgaben zur Verfügung. Es veröffentlicht Ausstellungskataloge und Monografien über kulturelle Themen.

## Veröffentlichungen
- Douglas Newton: Arts of the South Seas: Island Southeast Asia, Melanesia, Polynesia, Micronesia. The Collections of the Musée Barbier-Mueller. Musée Barbier-Mueller. Prestel, München/New York 1999, ISBN 3-7913-2092-0.
- Jean Paul Barbier-Mueller: The Kalasan Batak in North Sumatra, an Unknown Group. Musée Barbier-Mueller, Genf 2011, ISBN 978-2-88104-048-1.
- David Berliner: Mémoires religieuses baga. Musée Barbier-Mueller, Genf 2013.